# Gunggungan Kidul
Gunggungan Kidul is een bestuurslaag in het regentschap Probolinggo van de provincie Oost-Java, Indonesië. Gunggungan Kidul telt 3025 inwoners (volkstelling 2010).